# Саддлер, Девон
Девон Маркиз Саддлер (англ. Devon Saddler; род. 10 мая 1991, Абердин, штат Мэриленд, США) — американский и белорусский профессиональный баскетболист, игравший на позиции разыгрывающего защитника.

## Карьера
Саддлер провёл 4 года в университете Делавэр, выступая за баскетбольную команду в NCAA. В 124 матчах Девон набирал 17,4 очка, 4,3 подбора и 2,7 передачи за 36 минут в среднем за игру. Девон является рекордсменом университетской команды по набранным очкам (2222) за всю историю Делавэра.
Девон не был выбран на драфте и свою профессиональную карьеру начал в Европе, выступая в Италии, Хорватия, Греции и Венгрии.
В сентябре 2017 года стал игроком «Цмоки-Минск». В составе команды Девон провёл 24 матча в Единой лиге ВТБ и набирал 13 очков, 3,1 подбора и 3,0 передачи. В 13 играх Кубка Европы ФИБА его статистика составила 10,8 очка, 3,2 подбора и 3,8 передачи.
В феврале 2018 года Единая лига ВТБ назвала Саддлера одним из участников конкурса данков, который проходил в рамках «матча всех звёзд» в Санкт-Петербурге, но из-за болезни Девон не смог принять участие.
В октябре 2018 года Саддлер подписал новый контракт с «Цмоки-Минск». В сезоне 2018/2019 Саддлер провёл 22 матча в Единой лиге ВТБ и в среднем набирал 15,3 очка, 4,7 передачи, 3 подбора и 0,7 перехвата за 28:48 минуты. В Кубке Европы ФИБА его средняя статистика составила 11,3 очка, 4,3 передачи, 1,7 подбора и 1,3 перехвата. Кроме того, Девон стал 2-кратным чемпионом Беларуси и был признан «Самым ценным игроком» плей-офф турнира.
В мае 2019 года Саддлер перешёл в «Автодор», но в августе саратовский клуб и Девон приняли решение не активировать контракт на сезон 2019/2020 по обоюдному согласию сторон.
В сентябре 2019 года Саддлер подписал контракт с «Маккаби» (Ришон-ле-Цион), но проведя 3 игры покинул команду.
В ноябре 2019 года Саддлер решил завершить игровую карьеру.

## Сборная Беларуси
В феврале 2018 года Саддлер получил белорусский паспорт и был приглашён в сборную Беларуси для участия в матчах квалификации чемпионата мира-2019 со сборными Испании и Словении. В 4 матчах отборочного турнира Саддлер в среднем набирал 16 очков, 6,8 передач и 4,8 подбора за 33:34 минуты.
26 февраля 2018 года Саддлер внёс ключевой вклад в сенсационную победу сборной Беларуси над действующим чемпионом Европы сборной Словении (93:92), отметившись 25 очками, 8 передачами и 5 подборами.

## Достижения
- Чемпион Беларуси (2): 2017/2018, 2018/2019